# Aérodrome de Libongo
Pour les articles homonymes, voir Libongo.
L'aérodrome de Libongo est un aérodrome du Cameroun. Il est situé à l'ouest de la ville de Libongo, dans la Région de l'Est.
C'est un aérodrome d'affaires qui désenclave le site et l'usine de transformation de bois de la ville située au sud-est du Cameroun, à la frontière avec la RCA.

## Situation
| \| 100 km1:12 607 000 \| Garoua Maroua Ngaoundéré Yaoundé-Ville Yaoundé-Nsimalen Douala Bamenda Bafoussam Ngola Koutaba Kika Mvomeka'a |
| 100 km1:12 607 000 |

## Installations

### Piste(s)
L’aéroport est doté de :
- Une piste en latérite longue de 1 500 m et large de 60 m orientée sud-ouest; nord-est
- Aucun balisage diurne et nocturne,
- Aucun indicateur de plan d’approche ni de PAPI pour chaque sens d’atterrissage
- Aucun système d’atterrissage aux instruments (ILS/DME)

### Prestations
L’aéroport est non contrôlé.
S’y ajoutent :
- aucune aire de stationnement;
- aucune aérogare ;
- aucun hangars ;
- aucune station d’avitaillement en carburant (100LL et Jet A1) et en lubrifiant ;
- aucun restaurant

## Activités

### Transports
L'aérodrome sert à l'aviation d'affaires.

### Loisirs et tourisme
- Aucun aéroclub